# Conde (kommun i Brasilien, Paraíba, lat -7,29, long -34,84)
Conde är en kommun i Brasilien.   Den ligger i delstaten Paraíba, i den östra delen av landet, 1 700 km nordost om huvudstaden Brasília. Antalet invånare är 21 418.
Följande samhällen finns i Conde:
- Conde